# C. A. Qadir
Chaudhry Abdul Qadir  (geb. am 4. November 1909 in Pasrur, Punjab, Pakistan; gest. 1987), meist in der Schreibung C. A. Qadir, war ein pakistanischer Philosoph und Hochschullehrer für Philosophie. Er gilt als einer der Pioniere der Sozialwissenschaften seines Landes.

## Leben
C. A. Qadir wurde am  4. November in 1909 Pasrur, Punjab, Pakistan, geboren. Seine frühe Ausbildung erhielt er in Sialkot. Er erwarb einen Master-Abschluss in Philosophie vom Government College Lahore im Jahr 1932 und später den D. Litt. von der University of the Punjab. Er begann seine Karriere als Dozent am Government College Lahore und trat später der University of the Punjab bei, wo er zuletzt Professor und Leiter der Abteilung für Philosophie war.
Als Gründungsmitglied des Pakistanischen Philosophischen Kongresses (Pakistan Philosophical Congress) wurde er von diesem zum Präsidenten auf Lebenszeit ernannt.
C. A. Qadir hat um die dreißig Bücher über Philosophie, Ethik und Psychologie geschrieben. Sein Hauptwerk, Philosophy and Science in the Islamic World  (Philosophie und Wissenschaft in der islamischen Welt) (Croom Helm, 1988, Nachdruck Routledge, 1990) ist eine kritische Studie der islamischen Philosophie. Andere Bücher von ihm sind The World of Philosophy (Die Welt der Philosophie) (Lahore, 1965) und  Logical Positivism (Logischer Positivismus) (Lahore, 1965). 
Für die von M. M. Sharif herausgegebene zweibändige Geschichte der muslimischen Philosophie (A History of Muslim Philosophy) steuerte er folgende Beiträge bei: I Pre-Islamic Indian Thought; V Alexandrio-Syriac Thought; LXIX Influence of Muslim Thought on the East; LXX Decline in the Muslim World.
Er ist Vater von fünf Töchtern und vier Söhnen. Seine Ur-Enkelin, Noor Irfan, ist ebenfalls eine Autorin.
Er starb 1987.